# Monte Tubqal

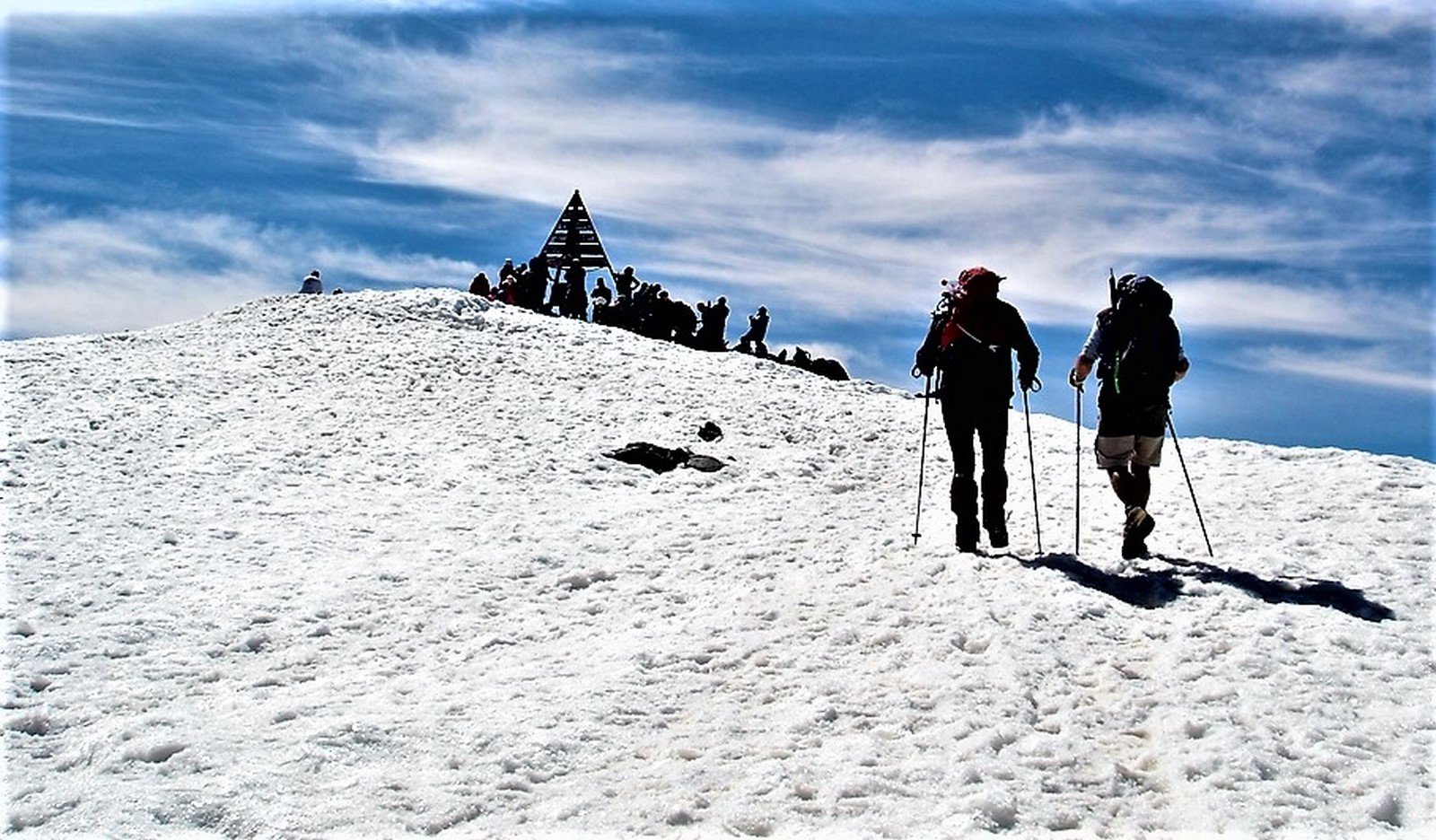
Trekking al Toubkal

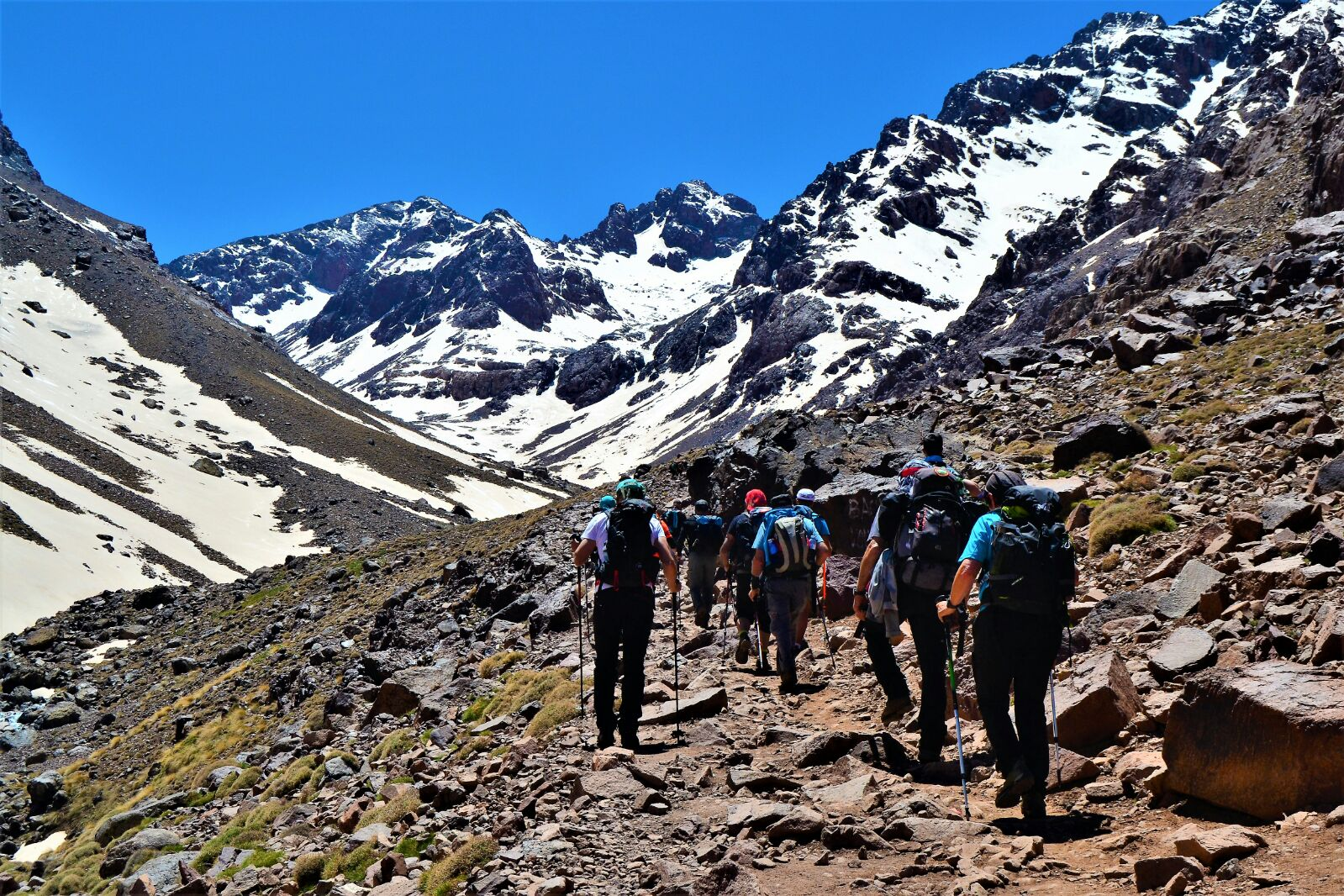
Subida al Toubkal La cumbre más alta de Marruecos y África del Norte

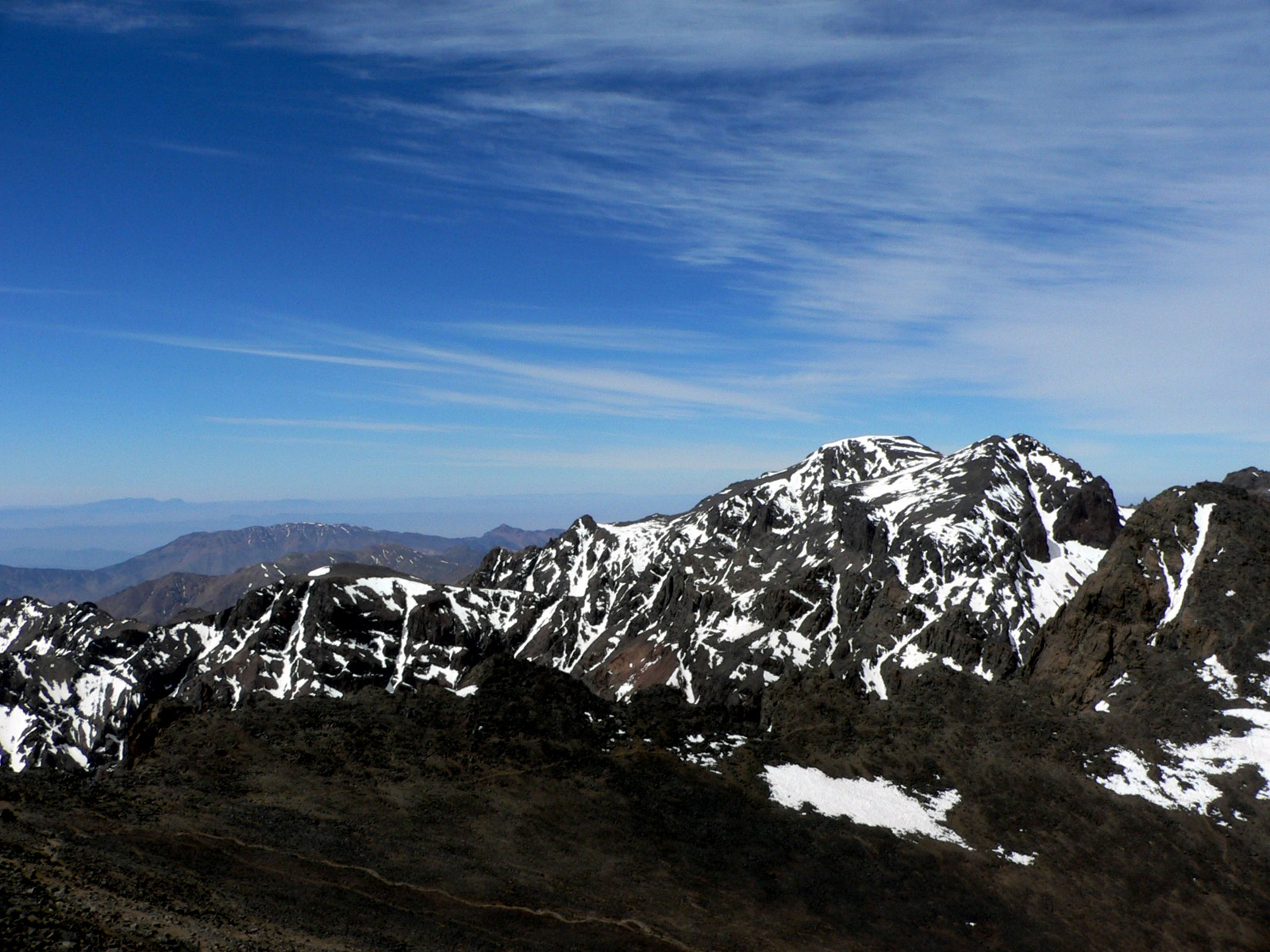
El Timesguida y el Ras desde el Tubqal

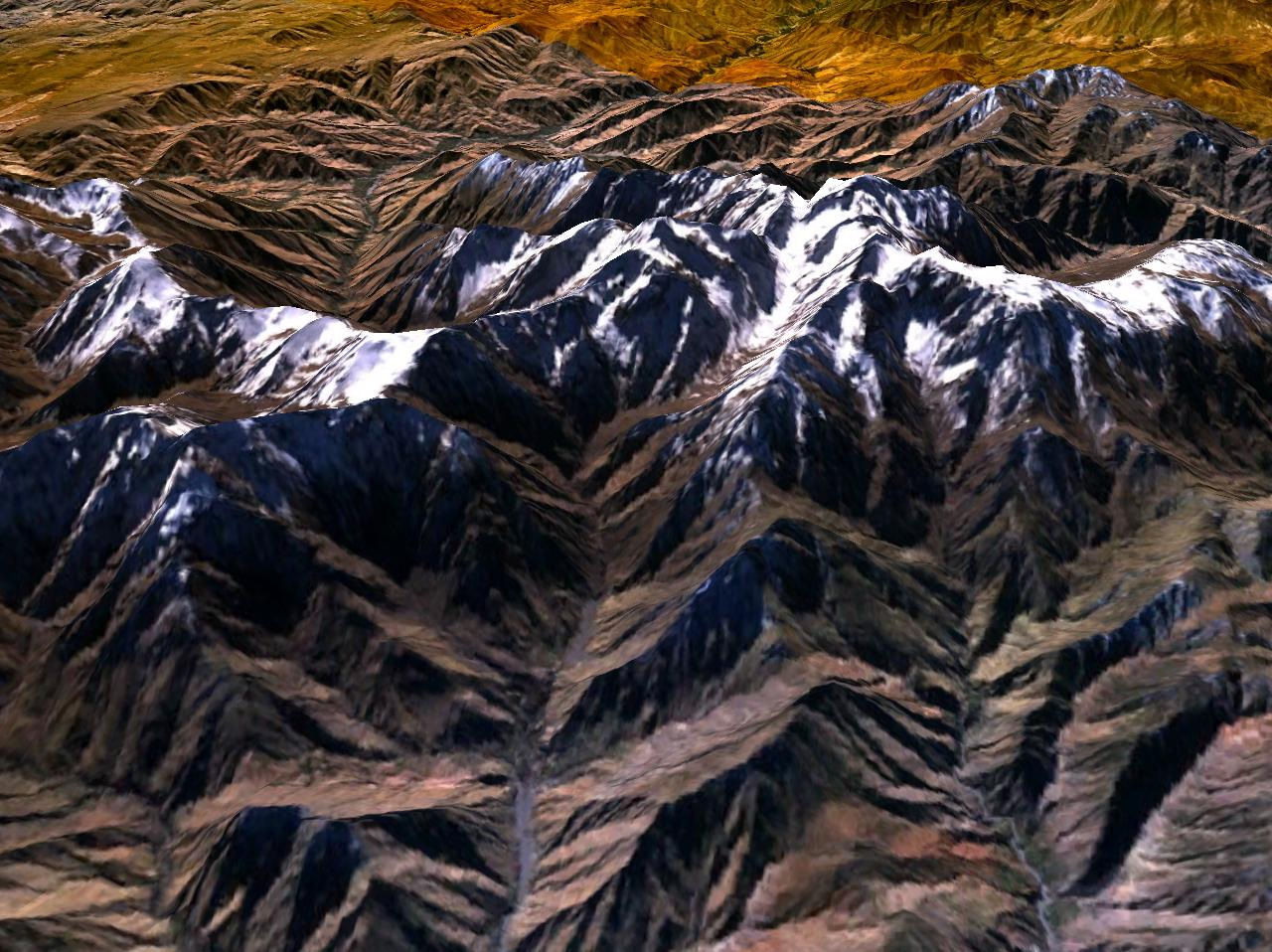
Imagen de la NASA

El monte Tubqal, o Toubkal en transcripción francesa (en árabe: جبل توبقال‎, romanizado: ǧabāl Tūbqāl; en tamazigt, Tizi n Tuggkal), es el pico más alto de Marruecos y de toda África del Norte. Está situado en el Atlas, dentro del parque nacional del Toubkal y alcanza los 4167 m s. n. m. Es uno de los pocos picos del país en el que se puede encontrar nieve, que cubre su cima la mayor parte del año. Cada año, cientos de expediciones intentan subir esta montaña, que está situada a algo más de 60 km de Marrakech, y que es una de las principales atracciones turísticas de la zona.

## Geografía
Aunque gran parte del Alto Atlas se compone de rocas sedimentarias, el macizo del Tubqal es un área de rocas volcánicas, convertido en crestas alpinas cortadas por valles profundos y estrechos. Al sur, la montaña desciende abruptamente 1800 metros hasta el pequeño lago de Ifni. Al oeste, el borde de la montaña está marcado por un paso, el Tizi n'Ouanoums, a 3664 metros.

## Turismo e infraestructuras

### Turismo

#### Ruta normal
La ruta normal, la vía norte, suele partir del pueblo de Imlil, situado a 1740 metros de altura, al que se llega por carretera desde Marrakech, en dirección sur, en poco más de una hora. En Imlil se puede conseguir la ayuda de un guía con una mula para subir el equipaje a cualquiera de los dos refugios de alta montaña que se encuentran a 3200 metros de altitud. El trayecto hasta los refugios es de aproximadamente 14,8 kilómetros.
El ataque a la cumbre desde los refugios dura unas cuatro horas y es un ascenso fácil y sin ninguna dificultad técnica. No obstante, al tratarse de una cima de más de 4000 metros, pueden darse dificultades debido a la altitud. Con nieve es imprescindible el uso de crampones y piolet. Las temperaturas nocturnas son muy bajas hasta bien entrada la primavera e incluso en verano, y altas durante el día. Es recomendable contratar un guía a pesar de la relativa facilidad de la ruta.

#### Ruta del lago Ifni
Esta ruta sale de Ihilene por un sendero que llega hasta el lago de Ifni, que se encuentra a 2319 metros sobre el nivel del mar. Algunos tours organizados hacen noche en el propio lago, para subir al día siguiente por el paso de Tizi’n Ouanomoums, que se encuentra a 3662 metros. Desde ahí se desciende hasta los refugios de montaña.

### Refugios de alta montaña
Existen dos refugios de montaña en la base del monte Tubqal:
- El denominado refugio del Toubkal o Neltner, construido en 1938 gracias al Club Alpin francés. Lo denominaron como el geólogo y escalador Louis Neltner. Está situado a 3207 metros de altura y fue reconstruido entre 1997 y finales de 1999. Dispone de 5 habitaciones que incluyen desde 8 hasta 27 camas individuales en literas.[4]
- El refugio de Toubkal Les Mouflons está situado ligeramente antes que el anterior. Se trata de unas instalaciones privadas y dispone de habitaciones individuales y familiares en un recinto de 600 metros cuadrados.[5]